# 노마 매코비

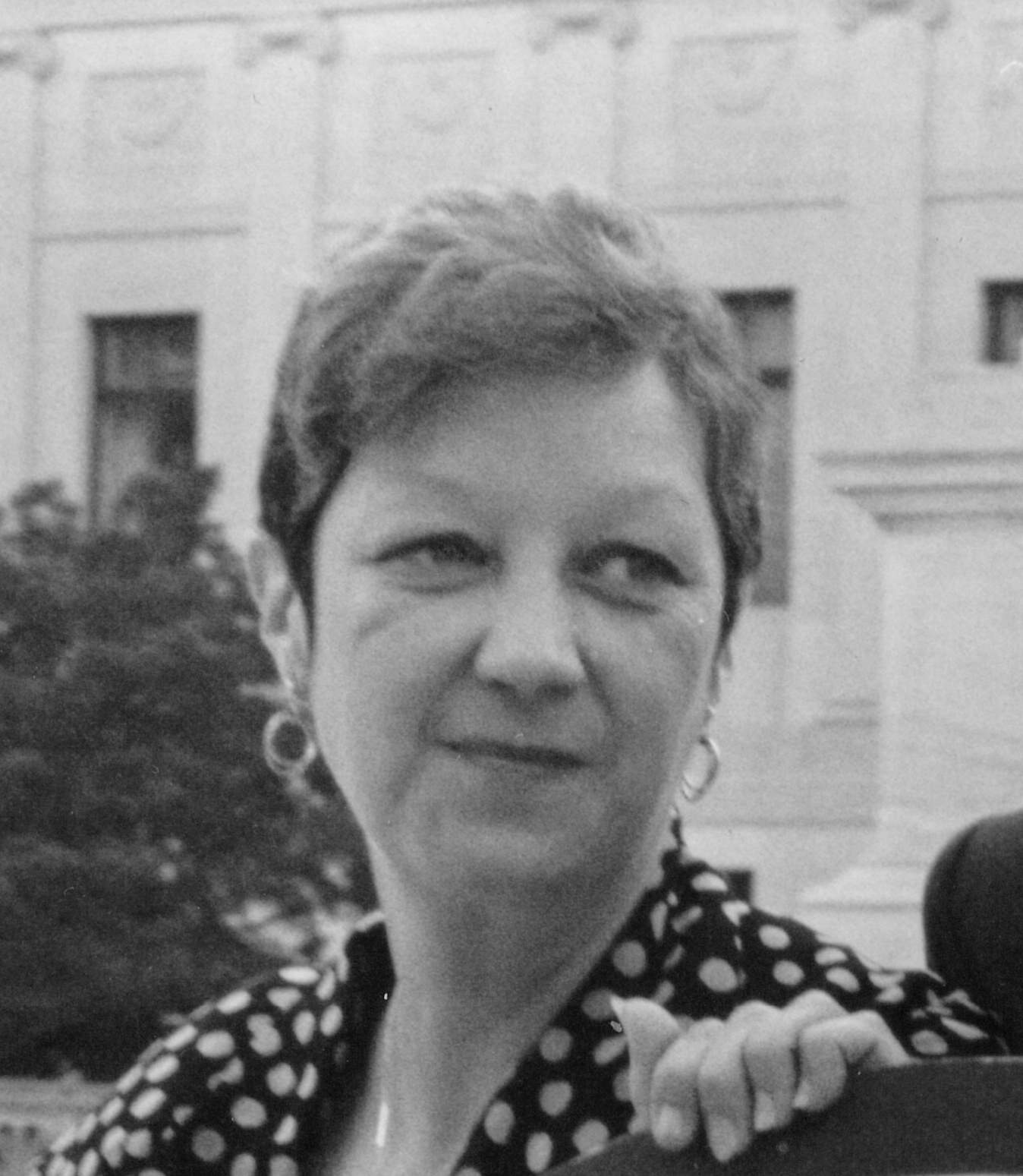
1989년의 매코비

노마 레아 넬슨 매코비(영어: Norma Leah Nelson McCorvey, 1947년 9월 22일 ~ 2017년 2월 18일)는 제인 로(Jane Roe)라는 필명으로도 알려져 있으며, 1973년 미국 대법원이 낙태를 금지하는 개별 주법이 위헌이라고 판결한 미국의 획기적인 법률 사건인 로 대 웨이드(Roe v. Wade)의 원고였다.
말년에, 매코비는 복음주의 개신교 신자가 되었고 남은 몇 년 동안은 로마 가톨릭 신자가 되어 낙태 반대 운동에 참여했다. 매코비는 당시 로에 대한 그녀의 관여가 "그녀의 인생에서 가장 큰 실수"라고 말했다. 그러나 닉 스위니 다큐멘터리 AKA 제인 로에서 맥코비는 그녀가 "죽음의 고해성사"라고 부르는 것에서, "그녀는 낙태 반대 운동을 진정으로 지지한 적이 없다"며, 그녀의 낙태 반대 감정에 대한 대가를 받았다고 말했다.